# Difosfat de geranil
El difosfat de geranil o difosfat de 3,7-dimetiloct-2,6-dien-1-il, també anomenat pirofosfat de geranil, és un compost orgànic organofosforat, un èster de l'àcid difosfòric, de fórmula molecular {\displaystyle {\ce {C10H20O7P2}}}, sovint abreviat com a GPP de l'anglès geranyl pyrophosphate.
És un intermediari de la ruta del mevalonat, via metabòlica present en tots els eucariotes i molts bacteris. La ruta del mevalonat compleix multitud de funcions, tals com la formació de terpens, hormones, el manteniment de les membranes cel·lulars, la prelinació de proteïnes o la N-glucosilació, entre d'altres.
La molècula de difosfat de geranil se sintetitza a partir d'una reacció de condensació de model cap-cua entre el difosfat de dimetilal·lil i el difosfat d'isopentenil. L'enzim que catalitza aquesta reacció és la geranil pirofosfat sintasa, que es localitza en els plasts.
Aquesta molècula és la precursora, en la ruta del mevalonat, per la formació dels monoterpens i és un intermediari necessari per poder formar difosfat de farnesil (precursor dels sesquiterpens, els triterpens i els esteroides, entre els quals destaca el colesterol) i el difosfat de geranil-geranil (precursor dels diterpens, tetraterpens i politerpens).
El difosfat de geranil és el substrat que necessiten les sintases monoterpèniques per poder crear els monoterpens. Una sèrie de processos, tals com ionitzacions, ciclacions o reaccions de transposició condueixen bé als cations geranil o linalil (a partir dels quals es creen els monoterpens acíclics), bé al catió alfa terpenil (a partir del qual es creen els monoterpens cíclics).

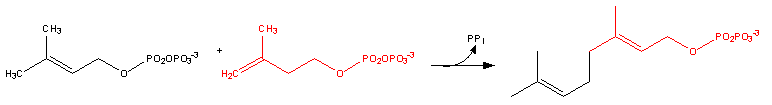
Reacció de formació: El difosfat de dimetilal·lil reacciona amb el difosfat d'isopentil per formar el difosfat de geranil.

## Compostos relacionats
- Geraniol
- Colesterol
- Farnesil pirofosfat